# Hydrops
Als Erguss oder Hydrops (lateinisch und griechisch für Wassersucht; englisch dropsy) wird in der Medizin das vermehrte Auftreten von Wasser beziehungsweise seröser Flüssigkeit in vorgebildeten Hohlräumen bezeichnet. Bereits im 2. Jahrhundert brachte Galenos den Hydrops auf Grundlage der von ihm ausgebauten Säftelehre mit einer Beteiligung der erkrankten Leber in Verbindung.
Im weiteren Sinne wird darunter auch das pathologisch vermehrte Auftreten von Flüssigkeit im Körpergewebe – ein Ödem – verstanden.
Ein Hydrops kann unter anderem vorkommen als:
- Hydrops abdominis (Aszites)
- Hydrops articularis oder Gelenkerguss (z. B. „Gelenkschnupfen“ bei Virusinfekt)
- Hydrops cochleae: Ein endolymphatischer Hydrops im Innenohr (Cochlea) bewirkt Verschlechterung der Hörempfindlichkeit im Tieftonbereich. Bei stärkerem Ausmaß kann auch das Gleichgewichtsorgan gestört sein (Schwindelgefühl). Siehe auch Morbus Menière.
- Hydrops fetalis universalis: ein Krankheitsbild, das u. a. beim Morbus haemolyticus neonatorum beschrieben wird
- Hydrops gravidarum:  eine pathologische Wassereinlagerung im Körper der Schwangeren, die ohne Blutdruckerhöhung oder Nierenbeteiligung (Proteinurie) einhergeht.
- Hydrops ovarii[4]
- Hydrops pericardii (Hydroperikard, eine Form des Perikardergusses)
- Hydrops pleurae (Pleuraerguss)
- Hydrops tubae oder Hydrosalpinx als Ursache einer Fertilitätsstörung der Frau
- Hydrops vesicae felleae (Gallenblasenhydrops), meistens als Folge eines Gallenblasengangsverschlusses durch Gallensteinen (Cholelithiasis) oder im Rahmen einer Cholestase
- Hydrothorax:  Ansammlung von Wasser im Brustkorb, auch Brustwassersucht oder Serothorax genannt.